# 國泰世華商業銀行
國泰世華商業銀行股份有限公司，簡稱國泰世華銀行，為台灣的大型商業銀行之一。

## 歷史

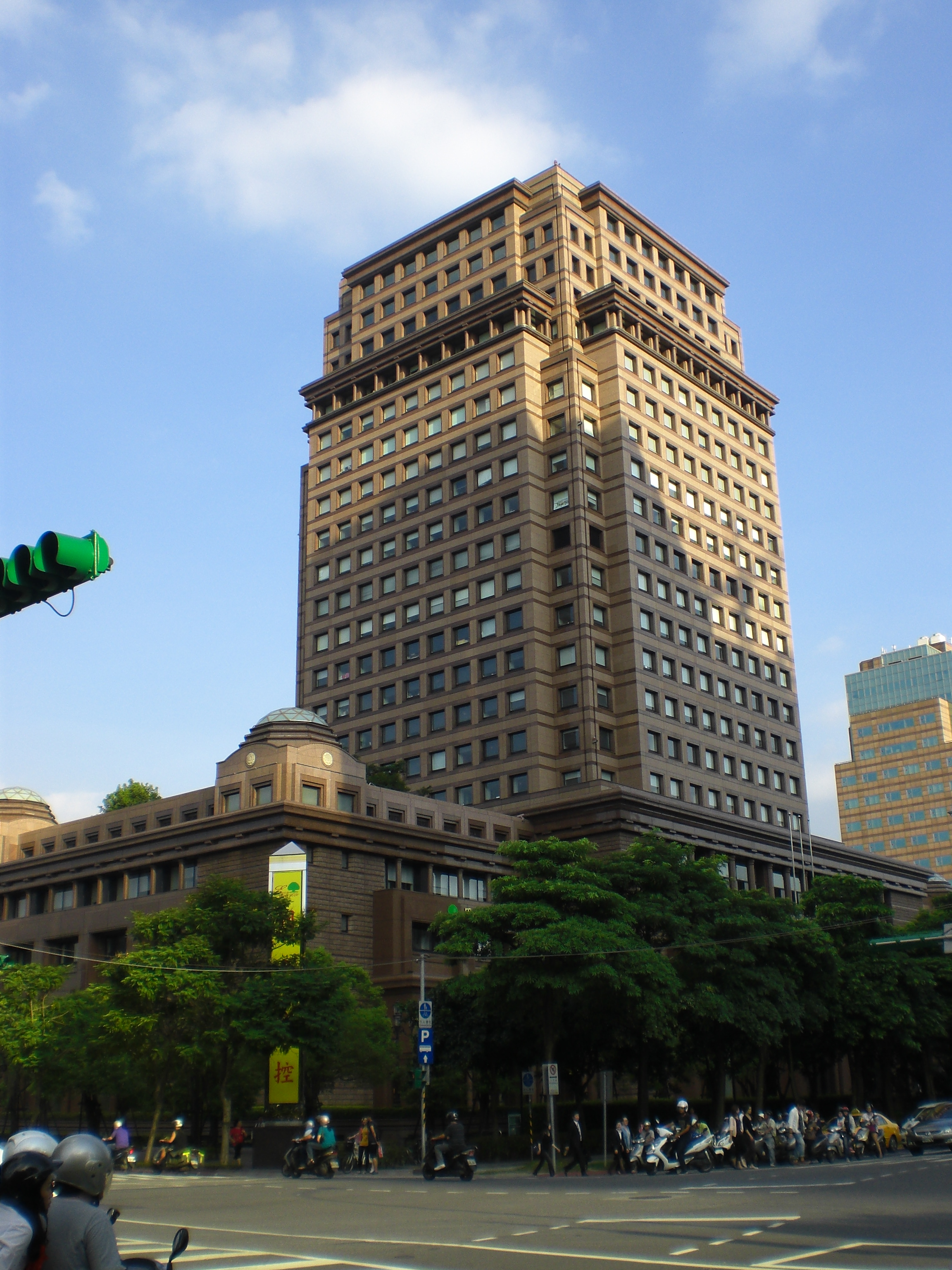
國泰世華銀行總行(國泰金融中心)

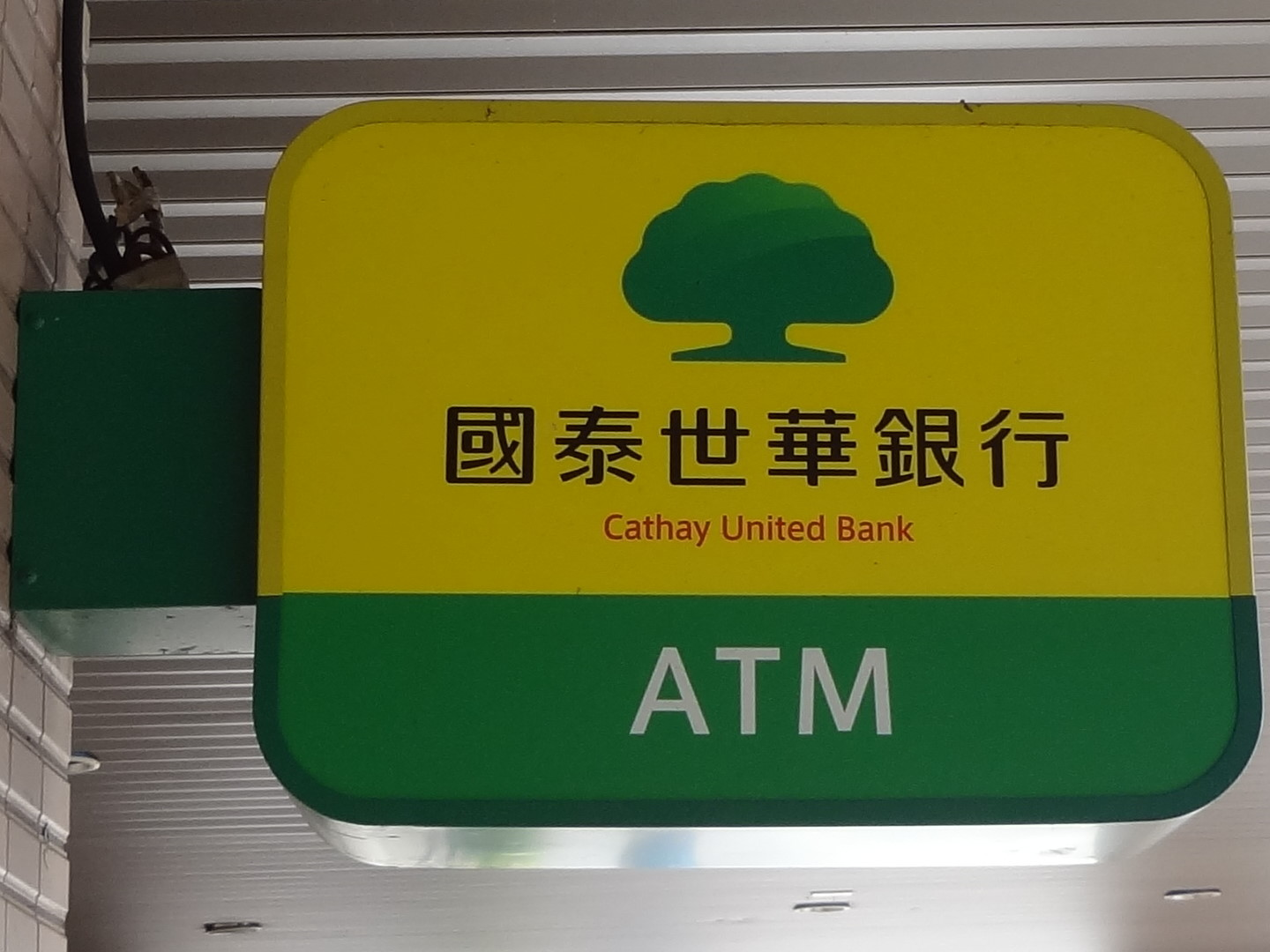
自動提款機標示

由「世華聯合商業銀行」與「國泰商業銀行」合併後更名。兩銀行皆為國泰金融控股公司之子公司，2003年10月27日進行合併，以世華銀行為存續銀行，國泰銀行為消滅銀行。名稱變更為國泰世華商業銀行，金融代號延續使用世華銀行的013。2007年1月1日再以國泰世華銀行為存續銀行，合併第七商業銀行。

### 第七商業銀行
- 1947年，臺中市中區合作社信用部成立。
- 1971年6月，臺中市中區合作社信用部改組為保證責任臺中市第七信用合作社（簡稱台中七信）。
- 1997年9月1日，台中七信改制，更名為第七商業銀行股份有限公司。
- 1997年12月，第七商業銀行概括承受新竹市第六信用合作社。
- 1998年7月，第七商業銀行概括承受彰化市第二信用合作社。

### 國泰商業銀行
- 1971年6月，第一信託投資股份有限公司（簡稱第一信託、TFIT）創立。
- 1998年11月16日，第一信託改制，更名為滙通商業銀行股份有限公司（簡稱滙通銀行）。
- 2002年4月22日，滙通銀行加入國泰金控。
- 2002年7月3日，滙通銀行更名為國泰商業銀行股份有限公司（簡稱國泰銀行）。

### 世華聯合商業銀行
- 1971年9月，第4屆世華金融聯誼會結合海外17個國家及地區之華僑領袖、及臺北市銀行商業同業公會所屬17家會員銀行，各出資50%成立世華聯合商業銀行籌備處。
- 1975年1月4日，世華聯合商業銀行股份有限公司（簡稱世華銀行，英語： United World Chinese Commercial Bank (UWCCB)，也就是現行SWIFT Code來源）創立。
- 1975年5月20日，世華銀行正式開業。
- 1991年，世華銀行股票於臺灣證券交易所公開上市。
- 1995年4月17日，世華銀行與華僑信託投資股份有限公司合併，世華銀行為存續公司。
- 2002年12月18日，世華銀行加入國泰金控。

### 國泰世華商業銀行
- 2003年10月27日，國泰商業銀行與世華聯合商業銀行合併，更名為國泰世華商業銀行。世華銀行基金會隨之更名為「國泰世華銀行文化慈善基金會」。
- 2007年1月1日，國泰世華商業銀行合併第七商業銀行。
- 2007年12月29日，概括承受中聯信託投資股份有限公司（簡稱中聯信託）特定資產、負債及營業。[2]
- 2009年，設立新加坡分行。
- 2010年，取消世華銀行股票上市。
- 2012年4月30日，與西聯匯款間之匯款業務合約於該月29日到期，終止西聯匯款業務。
- 2012年7月經金管會核准投資柬埔寨Singapore Banking Corporation Limited（SBC）70%股權，復於2013年9月增加持股30%，成為100%持股子行，並於2014年1月將SBC更名為國泰世華銀行（柬埔寨）股份有限公司。
- 2013年8月，國泰金控啟用三道漸層綠色的大樹商標與黑色的新標準字，國泰世華銀行配合啟用同式商標與標準字。
- 2015年3月，董事會通過簽署赤道原則，正式導入赤道原則的貸放管理機制，成為台灣首家赤道銀行[3]。
- 2015年10月，菲律賓代表人辦事處升格為菲律賓馬尼拉分行。
- 2018年9月，中國子行開幕[4]。
- 2019年2月，郭新政涉嫌以假造錄音檔影射國泰世華銀行莊秀珠副總配合羅淑蕾要求漏蓋章，莊副總及國泰世華銀行已進行提告[5][6]。
- 2021年1月，緬甸仰光代表人辦事處升格為緬甸仰光分行。
- 2021年8月，國泰世華控郭新政等人的妨礙名譽，由臺北地方法院判處無罪[7]。
- 2025年3月，因信用卡系統由中資背景的「認和科技」承接，被經濟部依《兩岸人民關係條例》開罰新臺幣217萬元。[8]
- 2025年8月，因行員盜刷客戶信用卡，而國泰世華銀行未建立適當控管機制，被金管會依《銀行法》開罰新臺幣1200萬元。[9]

## 外部連結
- （繁體中文） 國泰世華銀行（页面存档备份，存于）
- 國泰世華商業銀行的Facebook專頁
- Cathay Maker的Facebook專頁
- YouTube上的國泰世華商業銀行頻道
- 國泰世華銀行基金會（页面存档备份，存于）
- 國泰世華藝術中心（页面存档备份，存于）